# بوچه (شهرستان ژاری)
بوچه (به لهستانی:  Bucze) یک روستا در لهستان است که در گمینا پژووز واقع شده‌است. بوچه ۱۰۰ نفر جمعیت دارد.